# Eva Helenius
Eva Annikki Helenius, tidigare Eva Helenius-Öberg, född 23 augusti 1942 i Stockholm, är en svensk musikforskare. 

## Biografi
Helenius, som är dotter till ingenjör Aaro Helenius och fotograf Barbro Bohman, avlade organist- och kantorsexamen 1962, genomgick blockflöjtskurs 1963, avlade pianopedagogexamen 1966 samt blev filosofie kandidat 1968 och filosofie doktor i Uppsala 1986. Hon var amanuens vid Musikmuseet 1968–1969, timlärare vid Solna musikskola 1966–1976, arkivarie vid Svenskt musikhistoriskt arkiv 1970–1986 och verksam vid Svenskt musikhistoriskt arkiv och Statens musikbibliotek från 1987. Hennes forskningsområden omfattar bland annat organologi (främst svenska klavikord), Johan Helmich Roman samt musikikonografi. Hon valdes till sekreterare i svenska kommittén av Répertoire International d'Iconographie Musicale 1972 och är ordörande i Föreningen Klaverens hus.